# Canon (muzică)
Canon se numește o compoziție muzicală polifonică în contrapunct, în care două sau mai multe voci, intrând succesiv, repetă la un interval și la o distanță fixă același desen melodic.
Canonul este un procedeu des întâlnit în contrapunctul Barocului. El constă dintr-o imitație continuă, la una dintre voci, a materialului melodic expus treptat de către cealaltă voce. Procesul imitativ se încheie fie la o singură voce, până se epuizează conturul melodic de imitat, fie la două voci, cu o cadență.
Canonul se poate realiza la orice interval, cele mai frecvente fiind canoanele la octavă inferioară sau decimă inferioară.
Canonul poate fi însoțit și de transformări la nivelul direcției mișcării vocilor sau în ceea ce privește valorile de durate folosite. Transformările trebuie aplicate însă tuturor sunetelor componente ale melodiei imitate. O astfel de transformare, în privința direcției mișcării vocilor, o produce canonul în inversare.
Când vocea care imită expune melodia primei voci de la sfârșit la început se realizează un canon în recurență.
Combinarea celor două tipuri de canon menționate mai sus dă naștere unui canon în recurență și inversare. Linia melodică inversată este expusă de către vocea imitativă de la sfârșit la început.
În ceea ce privește modificarea valorilor de durate folosite canonul poate fi de două feluri: în augmentare sau în diminuare.
Pot exista și combinații între formele de canon care se bazează pe modificarea direcției mișcării vocilor și pe aceea a valorilor de durate. în acest caz se pot întâlni: canonul în augmentare și recurență, în augmentare și inversare, în diminuare și inversare etc.